# Скиллинг, Джеффри
Джеффри Кит Скиллинг (англ. Jeffrey Skilling; родился 25 ноября 1953, Питтсбург, Пенсильвания, США) — бывший американский бизнесмен и осуждённый преступник, наиболее известный как генеральный директор корпорации Enron. В 2006 году он был признан виновным в федеральном уголовном преступлении, связанном с крахом Enron, и в конечном итоге приговорён к 24 годам тюремного заключения. Верховный суд США рассмотрел апелляционную жалобу по делу 1 марта 2010 г. 24 июня 2010 года Верховный суд отменил часть обвинительного приговора Скиллинга и передал дело на повторное рассмотрение в суд низшей инстанции.
В апреле 2011 года коллегия из трёх судей Апелляционного суда Пятого округа постановила, что приговор Скиллингу остаётся без изменений. Скиллинг вновь обжаловал это решение в Верховном суде, но апелляция была отклонена. В 2013 году Министерство юстиции США заключило сделку со Скиллингом, в результате которой срок его приговора был сокращён на десять лет до 14 лет заключения. В феврале 2019 года он был освобождён из-под стражи после 12 лет заключения.

## Ранний период жизни
Джеффри Кит Скиллинг родился в Питтсбурге, штат Пенсильвания, 25 ноября 1953 года, он был вторым из четырёх детей Бетти (урождённой Кларк) и Томаса Этелберта Скиллинга-младшего. Его отец был менеджером по продажам в арматурной компании в Иллинойсе.
Он окончил среднюю школу West Aurora и получил полную стипендию в Южном методистском университете в Далласе, штат Техас, где он был членом братства Beta Theta Pi.
До того, как перейти в бизнес, Скиллинг изучал инженерное дело. После окончания университета в 1975 году он начал работать в компании First City Bancorporation в Хьюстоне, штат Техас. Он ушёл в 1977 году, чтобы поступить в Гарвардскую школу бизнеса . По словам Скиллинга, во время вступительного интервью в Гарвардскую школу бизнеса его спросили, умён ли он, на что он ответил: «Я чертовски умён». Это, по-видимому, произвело такое впечатление на интервьюера, что обеспечило ему место в школе. Он получил степень магистра делового администрирования в Гарвардской школе бизнеса в 1979 году, получив степень бакалавра и закончив среди лучших 5 % своего класса.
После окончания учёбы Скиллинг стал консультантом McKinsey & Company по вопросам энергетики и химического консультирования. Со временем он стал одним из самых молодых партнёров в истории McKinsey.

## Enron
В качестве консультанта McKinsey & Company Скиллинг работал с Enron в течение 1987 года, помогая компании развить форвардный рынок природного газа. Скиллинг произвёл впечатление на Кеннета Лэя как консультант, и в 1990 году Лэй нанял его на пост председателя совета директоров и генерального директора Enron Finance Corp. В 1991 году он стал председателем совета директоров Enron Gas Services Co., возникшего в результате слияния Enron Gas Marketing и Enron Finance Corp. Скиллинг был назначен генеральным директором и управляющим директором Enron Capital and Trade Resources, дочерней компании, ответственной за торговлю энергией. В 1997 году он был назначен президентом и главным операционным директором Enron, подчиняясь только Лэю, оставаясь при этом менеджером Enron Capital and Trade Resources.
Во время руководства Скиллинга Enron стала использовать метод «учёта по текущим ценам», при котором приведённая стоимость будущих доходов от любой сделки признавалась в качестве прибыли отчётного года. Это позволило Enron стать крупнейшим оптовым продавцом газа и электроэнергии. 12 февраля 2001 г. Скиллинг был назначен на пост генерального директора Enron, заменив Лэя. Он заработал 132 миллиона долларов за первый год. Планировалось, что Скиллинг сменит Лэя на посту председателя совета директоров в начале 2002 года.
Скиллинг неожиданно ушёл в отставку 14 августа 2001 года, сославшись на личные обстоятельства, и вскоре он продал большое количество своих акций Enron. Тогдашний председатель совета директоров Кеннет Лэй, который ранее занимал пост генерального директора в течение 15 лет, вернулся на свой прежний пост и занимал его, пока компания не подала заявление о банкротстве в декабре 2001 года. Когда Скиллинг предстал перед Конгрессом, он заявил, что «ничего не знает» о скандале, который в конечном итоге привёл к банкротству Enron.

## Судебное разбирательство
Скиллингу было предъявлено обвинение по 35 пунктам обвинения в мошенничестве, инсайдерской торговле и других преступлениях, связанных с делом Enron. Он сдался ФБР 19 февраля 2004 г. и не признавал себя виновным ни по одному из пунктов обвинения. В обвинительных заключениях подчёркивалось, что он, вероятно, знал о мошеннических операциях внутри Enron и имел прямое отношение к ним. Примерно через месяц после ухода из Enron Скиллинг продал свои акции компании на сумму около 60 миллионов долларов США, в результате чего прокуратура выдвинула обвинение, что он продал эти акции, обладая инсайдерской информацией о надвигающемся банкротстве Enron. Защитником Скиллинга был Даниэль Петрочелли, 52-летний адвокат по гражданским делам, который представлял отца Рона Голдмана в его успешном гражданском иске против О. Джея Симпсона, касающемся причинению смерти по неосторожности. Скиллинг потратил 40 миллионов долларов на подготовку к суду, из которых не менее 23 миллионов пошли на гонорар его адвокатов. Младший брат Скиллинга, Марк, будучи адвокатом, помогал юридической команде во время уголовного процесса.
Судебный процесс начался 30 января 2006 г. в Хьюстоне, несмотря на неоднократные протесты адвокатов, призывавших изменить место проведения судебного разбирательства, заявляя, что «невозможно добиться справедливого судебного разбирательства в Хьюстоне». Скиллинг, известный своим высокомерием и резким отношением к делу, вышел из себя, выступая в качестве свидетеля во время суда. Банкротство Enron, крупнейшее в истории США на тот момент, стоило 20 000 сотрудников их рабочих мест. Кроме того, многие из них потеряли свои сбережения. Инвесторы потеряли миллиарды. Скиллинг и многие руководители компании продали огромные доли своих акций Enron до подачи заявления о банкротстве, получив значительную прибыль. 25 мая 2006 г. жюри вернулось со следующими выводами относительно Скиллинга:
- виновен по одному пункту обвинения в сговоре
- виновен по одному пункту обвинения в инсайдерской торговле
- виновен по пяти пунктам дачи ложных заявлений аудиторам
- виновен по двенадцати пунктам обвинения в мошенничестве с ценными бумагами
- невиновен по девяти пунктам инсайдерской торговли

В интервью на первой полосе The Wall Street Journal 17 июня 2006 года Скиллинг утверждал, что он задумывался о самоубийстве после банкротства Enron, но его обвинение фактически положило конец депрессии. Он также утверждал, что худшим свидетелем против него был он сам, и что он сможет пережить длительный тюремный срок, если ему будет «что делать» в тюрьме.
23 октября 2006 г. Скиллинг был приговорён к 24 годам и четырём месяцам тюремного заключения и оштрафован на 45 миллионов долларов. Все его обвинительные приговоры, кроме одного, выстояли в апелляции, как и его приговор. Просьба Скиллинга находиться на свободе во время рассмотрения апелляции была отклонена Апелляционным суда Пятого округа 12 декабря 2006 года.
Скиллинг начал отбывать своё наказание 13 декабря 2006 года и до 2018 года находился в федеральном тюремном лагере Монтгомери на базе ВВС Максвелл, Монтгомери, штат Алабама. По данным Федерального бюро тюрем, его должны были освободить 21 февраля 2019 года. 30 августа 2018 года Скиллинг был переведён в специальный приют в Техасе для подготовки к обратной интеграции в общество.
Комиссия по ценным бумагам и биржам (SEC) в феврале 2004 года подала в суд на Скиллинга за его действия, примерно в то же время, когда было возбуждено уголовное дело. Однако дело SEC было приостановлено до завершения рассмотрения уголовного дела. 8 декабря 2015 года федеральный судья Мелинда Хармон в упрощённом порядке вынесла решение и навсегда запретила Скиллингу занимать должность должностного лица или директора публичной компании.
Скиллинг был освобождён из-под стражи 21 февраля 2019 г.

## Личная жизнь
У Скиллинга есть дочь и два сына от первого брака со Сьюзан Лонг, который закончился разводом в 1997 году. Его младший ребёнок, Джон Тейлор «Джей Ти» Скиллинг, был найден мёртвым от передозировки наркотиков в возрасте 20 лет в своей квартире в Санта-Ане, Калифорния, 3 февраля 2011 года.
В марте 2002 года Скиллинг женился на Ребекке Картер, бывшем вице-президенте по связям с советом директоров и секретаре совета директоров Enron.